# Slepý hněv
Slepý hněv (v anglickém originále Fighting Mad) je americký hraný film z roku 1976. Natočil jej režisér Jonathan Demme podle vlastního scénáře. Hlavní roli arkansaského farmáře Toma Huntera, který využívá guerillových taktik v boji proti zkorumpovaným pozemkovým developerům, ve snímku hrál Peter Fonda, dále se zde představili například Lynn Lowry, John Doucette, Scott Glenn a Philip Carey. Producentem snímku byl Roger Corman a hudbu k němu složil Bruce Langhorne.